# Tom Frith
Thomas Frith (1870 – tháng 3 năm 1915) là một cầu thủ bóng đá người Anh thi đấu ở vị trí hậu vệ.